# Zig Zag (programma televisivo italiano)
Zig Zag è stato un game show televisivo a premi, trasmesso da Canale 5 dal 1983 al 1986 in fascia preserale e condotto da Raimondo Vianello e Simona Mariani. Dalla seconda edizione ha partecipato alla conduzione anche Sandra Mondaini (intervenendo, però, solo nelle puntate del lunedì e del sabato). Nella terza edizione Raimondo Vianello venne affiancato sia da Sandra Mondaini che da Elena Mattolini.
Vianello fu anche autore ed ideatore del gioco assieme ad Alessandro Continenza, successivamente si aggiunsero anche Giambattista Avellino ed Alberto Consarino.
Una versione extra-lusso di Zig Zag fu inserita nel 1987 nello show del sabato sera SandraRaimondo Show, condotto su Canale 5 sempre da Raimondo Vianello e da Sandra Mondaini. I concorrenti VIP che partecipavano per beneficenza, si affrontavano in varie prove che appartenevano al quiz, tra cui il "Gioco del contenitore". La sigla, realizzata da Augusto Martelli, è stata cantata successivamente dal Piccolo Coro dell'Antoniano. La bambina che interveniva come voce solista della sigla è Maddalena Cattaneo, che in quel periodo faceva parte del coro ed è stata poi corista delle Verdi Note dell'Antoniano.

## Il programma
Zig Zag fu uno dei primi programmi del gruppo Fininvest ad essere realizzato a Roma, nonché il primo quiz Fininvest ad andare in onda nel preserale. La prima edizione venne registrata presso gli studi della Dear sulla via Nomentana (all'epoca affittati da Silvio Berlusconi, oggi di proprietà della Rai), mentre le altre due presso lo studio "Clodio" della C.C.C. (Cerrato Compagnia Cinematografica), presso piazzale Clodio.
Il programma andava in onda dal lunedì al sabato dalle ore 18:50 alle ore 19:25; in seguito, dalla puntata del 9 gennaio 1984 fu spostato alle ore 19:30 ed allungato ad un'ora di trasmissione facendo da "traino" per la prima serata di Canale 5.
Il gioco prevedeva la presenza in studio di tre concorrenti che si sfidavano per un montepremi settimanale massimo di 20.000.000 di lire (ovvero 4.000.000 di lire a puntata). Nelle prime cinque giornate, dal lunedì al venerdì, i concorrenti si affrontavano in diverse prove per puntata, con le quali dovevano cercare di accumulare il maggior quantitativo di denaro. Il montepremi acquisito durante la settimana veniva assegnato nella puntata del sabato, quando i concorrenti si affrontavano per accedere all'ultimo gioco e conquistare il titolo di campione. Il campione in carica conseguiva anche il diritto di partecipare alla sfida della settimana successiva, con un limite massimo di quattro settimane consecutive.
La prima edizione andò in onda dal 21 novembre 1983 al 30 giugno 1984, la seconda dall'8 ottobre 1984 al 29 giugno 1985, la terza dal 7 ottobre 1985 al 28 giugno 1986.
Oltre al conduttore Raimondo Vianello, personaggi fissi della trasmissione erano l'attore romano Enzo Liberti, nel ruolo del giudice arbitro e, come valletta, l'attrice napoletana Simona Mariani, sostituita da Elena Mattolini nella terza edizione; a loro, nella seconda edizione, si aggiunse anche Sandra Mondaini nelle puntate del lunedì e del sabato e poi come co-conduttrice fissa nella terza edizione. Regista della trasmissione nella prima e seconda edizione fu Laura Basile, sostituita, il terzo anno, da Luigi Ciorciolini.
Nel 1986, durante lo svolgimento della terza edizione, Enzo Liberti morì in seguito a una lunga malattia. Le 24 puntate già registrate in anticipo (4 settimane) furono mandate in onda dopo la sua scomparsa e per le rimanenti puntate previste il ruolo che fu di Liberti venne ricoperto dal produttore esecutivo del programma Tito Presciutti. Proprio a causa della morte di Enzo Liberti il programma venne chiuso in segno di rispetto per il defunto.
Dopo la chiusura, parte del gioco fu poi riproposto all'interno del varietà SandraRaimondo Show, andato in onda su Canale 5 nella primavera del 1987 e condotto anch'esso dalla coppia Mondaini-Vianello in cui a gareggiare erano concorrenti VIP ed il montepremi veniva interamente devoluto in beneficenza.
Parte del meccanismo della trasmissione, in particolare lo schema a tre concorrenti su base settimanale, riprese l'idea da Sette e mezzo, gioco a premi del 1980, condotto dallo stesso Vianello sulla Rete 1 della Rai (l'attuale Rai 1).

## Prima edizione (1983–84)

### Giochi e regole
Nella prima metà della stagione, fino alla puntata di venerdì 6 gennaio 1984, i tre concorrenti in gara si affrontavano dal lunedì al venerdì su 2 diversi giochi giornalieri, nel seguente ordine:
- Lunedì: Gioco dei mimi - Gioco del contenitore;
- Martedì: Gioco dei cubi - Gioco delle vignette;
- Mercoledì: Parole delle canzoni - Gioco dello Zag;
- Giovedì: Gioco delle lavagnette - Gioco delle campane;
- Venerdì: La cinquina misteriosa - Safari al proprio naso.

Queste le regole dei vari giochi:
- Nel Gioco dei mimi i concorrenti, uno alla volta, dovevano mimare 12 azioni in sequenza illustrate loro da Raimondo Vianello su una storiella raccontata dal giudice Enzo Liberti nel tempo massimo di 1 minuto.
- Nel Gioco del contenitore per nove manche i concorrenti dovevano riconoscere solo al tatto un oggetto inserito in un contenitore in un tempo massimo di 20 secondi. In caso di risposta corretta, il concorrente si aggiudicava due punti, mentre in caso di errore veniva assegnato un punto agli altri due avversari.
- Nel Gioco dei cubi per tre manche i concorrenti giocavano a coppie e dovevano formare entro otto secondi una parola di senso compiuto più lunga possibile a partire da due lettere iniziali aggiungendo una lettera a turno. Il concorrente che completava la parola si aggiudicava 2 punti, mentre se non la completava nel tempo stabilito o la parola non era in corretto italiano regalava 1 punto ai due avversari.
- Nel Gioco delle vignette i concorrenti a turno devono riordinare nella giusta sequenza 12 vignette sistemate a caso su un tabellone luminoso, dopo aver esaminato per 10 secondi (15 nella seconda parte della stagione) la sequenza corretta. Ogni concorrente aveva a disposizione 80 secondi (due minuti nella seconda parte della stagione).
- Nel gioco delle Parole delle canzoni i concorrenti a turno dovevano ordinare nella sequenza corretta su una lavagna magnetica le parole di una canzone scegliendole da tre contenitori.
- Nel Gioco dello Zag i concorrenti a turno dovevano far scorrere un anello dotato di manubrio su un percorso metallico elettrizzato a forma di Zag senza toccare la guida, ricevendo una penalità di un secondo in caso contrario. Vinceva chi compiva il percorso nel tempo più breve (sommando tempo effettivo e penalità).
- Nel Gioco delle lavagnette i concorrenti giocavano assieme su 9 manche e dovevano scrivere entro otto secondi una parola più lunga possibile a partire da 3 lettere indicate da Vianello.
- Nel Gioco delle campane i concorrenti a turno dovevano memorizzare entro due minuti l'esatta sequenza di suono di 14 campane per formare una celebre canzone.
- Ne La cinquina misteriosa i concorrenti a turno dovevano indovinare entro quattro minuti una sequenza di cinque numeri scelti a caso tra l'1 e il 10.
- Nel Safari al proprio naso ogni concorrente a turno doveva scattarsi entro venti secondi una foto il più centrata possibile stando su un piano basculante mosso dagli avversari.

In ogni prova veniva stabilita una graduatoria a cui corrispondeva un valore di montepremi:
- Primo classificato: 700.000 lire nel primo gioco, 800.000 lire nel secondo gioco
- Secondo classificato: 500.000 lire nel primo gioco, 600.000 lire nel secondo gioco
- Terzo classificato: 400.000 lire nel primo gioco, 500.000 lire nel secondo gioco

Il concorrente che al termine delle due prove giornaliere aveva raggiunto la somma più alta accedeva da solo al terzo gioco (in caso di parità si procedeva a un gioco di spareggio), il Gioco delle 5 definizioni, in cui entro dieci secondi doveva indovinare una parola, scelta tra un elenco di venti, che si associasse a cinque definizioni lette da Vianello. In caso di risposta corretta, il concorrente si aggiudicava 2.500.000 lire, in caso contrario poteva comunque vincere 500.000 lire ogni volta in cui riusciva a trovare una giustificazione per la sua scelta corrispondente alle 5 definizioni.
Al termine di ogni puntata inoltre il vincitore della puntata e il secondo classificato ottenevano anche degli "indizi", ossia delle carte utili come suggerimento per la puntata del sabato (due per il vincitore, uno per il secondo classificato).
Nella puntata del sabato i concorrenti si sfidavano per il titolo di campione, che consentiva di guadagnare in gettoni d'oro il montepremi accumulato durante la settimana e di tornare come concorrente per la settimana successiva.
L'obiettivo finale è individuare il nome di una località, scelta ad inizio settimana, seguendo anche i suggerimenti dati dagli "indizi" guadagnati nelle giornate precedenti.
Anche la puntata del sabato era articolata su due giochi. Il primo era il Gioco degli indizi, in cui i concorrenti dovevano individuare su una tastiera le 15 coppie di lettere con cui iniziava la risposta ad altrettante domande sulla località poste da Vianello. In questo gioco i concorrenti potevano sfruttare le carte degli indizi ottenute durante la settimana.
I primi due classificati accedevano al gioco finale, ossia il Gioco dei bivii. Questa prova si basava su un ipotetico viaggio su un percorso a sette bivii con partenza da Roma e arrivo alla località della settimana.
Il vincitore del Gioco degli indizi aveva il diritto di iniziare per primo. Il concorrente doveva scegliere se andare a destra o a sinistra basandosi su due immagini di località, di cui una più aderente alla località di destinazione. Nel caso in cui avesse scelto l'immagine sbagliata, la mano passava al concorrente successivo che doveva prima rispondere correttamente a tante domande quanti i bivi già percorsi dal suo avversario prima di poter proseguire a sua volta nel percorso. 
Il concorrente che riusciva ad arrivare alla fine del percorso e a raggiungere quindi la località della settimana conquistava il montepremi accumulato e il titolo di campione.

### Modifiche
Nella seconda parte della stagione, a partire dal 9 gennaio 1984, in concomitanza con l'allungamento della durata del programma fu introdotta come novità una sfida quotidiana aggiuntiva tra i due concorrenti sconfitti della puntata, il Gioco dei palloncini.
Il gioco consisteva nell'inserire, a turno, dei palloncini di colore diverso (bianco per un concorrente, rosso per l'altro) in una scacchiera verticale di 49 caselle, con lo scopo di realizzare il numero maggiore di filetti da 4, da 5, da 6 o da 7 palloncini dello stesso colore in senso orizzontale, verticale o diagonale. Ad ogni filetto corrispondeva un punteggio (50 punti per ogni filetto da 4, 100 punti per ogni filetto da 5, 150 punti per ogni filetto da 6, e 200 punti per ogni filetto da 7) e, al termine del gioco, il concorrente con il maggior numero di punti aggiungeva 1.000.000 di lire al suo montepremi. In caso di parità di punti, vinceva il concorrente che realizza il numero maggiore di filetti da 3 palloncini.
A partire dal 13 febbraio 1984 fu aggiunto come terzo gioco quotidiano fisso il Gioco del contenitore e anche le vincite furono modificate, diventando uguali per tutti i giochi:
- Primo classificato: 500.000 lire;
- Secondo classificato: 400.000 lire;
- Terzo classificato: 300.000 lire.

Contestualmente il Gioco dei palloncini venne modificato (i concorrenti giocavano in coppia per tre manche da 1 minuto e 30 secondi) e mantenuto nella sola puntata del lunedì. Modifiche minori subirono anche il gioco dei mimi (i concorrenti giocano tutti e 3 assieme) e al gioco dei cubi (i concorrenti possono continuare ad aggiungere lettere, avendo così anche la possibilità di bluffare ed indurre l'avversario all'errore).
Furono poi introdotti cinque nuovi giochi, in sostituzione di altrettanti precedenti:
- Il Gioco dell'articolo (al posto del Gioco dello Zag): i concorrenti dovevano indovinare la parole di un articolo vero o inventato di cui Vianello enunciava solo le prime 2-3 lettere.
- Il Gioco degli omini (inserito al posto del Gioco delle campane): i concorrenti, uno alla volta per un massimo di tre manches ciascuno, dovevano ricordare l'esatta sequenza di giubbe rosse o bianche indossate da 20 omini sistemati in una struttura a forma di grattacielo.
- Il Gioco del racconto (in sostituzione del Gioco dei cubi): ogni concorrente giocava contro gli altri 2, coalizzati, e doveva inventare in un minuto di tempo un racconto di fantasia su un argomento enunciato da Vianello, con l'obbligo di inserire in questo racconto il titolo di una canzone o di un film, che gli altri due dovevano poi indovinare. Questo gioco a partire dal 7 giugno 1984 venne sostituito dal Gioco del giallo, in cui i concorrenti dovevano rispondere a domande inerenti a una scenetta recitata dal vivo da Vianello, dal giudice Liberti e da Simona Mariani.
- Parole difficili (in sostituzione del Gioco dei palloncini): i concorrenti a turno dovevano rispondere a una domanda con tre opzioni di risposta, scelta da una busta, e poi dovevano centrare un canestro, lanciando la palla frontalmente in caso di risposta corretta o di spalle in caso di risposta errata.

Nella scaletta finale della trasmissione, i giochi venivano proposti in questa sequenza:
- Lunedì: Gioco dei mimi - Gioco dei palloncini (Parole difficili) - Gioco del contenitore;
- Martedì: La cinquina misteriosa - Gioco delle vignette - Gioco del contenitore;
- Mercoledì: Gioco dei cubi (Gioco delle lavagnette) - Parole delle canzoni - Gioco del contenitore;
- Giovedì: Gioco dell'articolo - Safari al proprio naso - Gioco del contenitore;
- Venerdì: Gioco delle lavagnette (Gioco del giallo) - Gioco degli omini - Gioco del contenitore.

Un'altra modifica riguardò gli indizi, che vennero sostituiti da carte raffiguranti personaggi di Canale 5 ed Italia 1 (all'epoca Rete 4 non faceva ancora parte del gruppo Fininvest).
Anche la struttura della puntata finale del sabato venne modificata a partire dal 4 febbraio 1984 e vennero introdotti tre giochi nuovi:
- La prova d'appello, in cui i concorrenti dopo aver visto una sequenza di immagini di dieci personaggi dovevano ricordare l'ordine esatto di apparizione con cui rispondere a una domanda di Vianello pertinente al personaggio. A ogni risposta esatta, il concorrente si aggiudicava una carta. I primi due concorrenti erano quelli che durante la settimana avevano conquistato il minor numero di carte e il terzo concorrente entrava in gioco solo quando uno degli avversari raggiungeva il suo stesso numero di carte.
- Il Gioco dell'asta, in cui i concorrenti a turno compravano il diritto di risposta a quattro domande su tre filmati collegati alla programmazione di Canale 5. Al termine delle 12 domande, il concorrente con meno punti era eliminato dal gioco.
- Il Gioco delle casseforti, a cui partecipano solo i due concorrenti rimasti in gara. L'obiettivo era aprire la propria cassaforte indovinandone la combinazione, una parola di 6 lettere uguale per entrambi i concorrenti. Il concorrente che indovinava la parola corretta, aprendo la cassaforte, diventava il campione della settimana.

## Seconda edizione (1984–85)

### Giochi e regole
Lunedì 8 ottobre 1984 parte la rinnovata seconda edizione, molto diversa per regole e giochi rispetto alla precedente: anzitutto è da evidenziare l'ingresso nel cast di Sandra Mondaini, che affianca il marito nelle puntate del lunedì e del sabato; c'è poi un cambio di studio: in seguito alla decisione della Rai di acquistare gli studi romani della Dear, la trasmissione viene ora registrata presso lo studio Clodio della C.C.C. (Cerrato Compagnia Cinematografica), sempre a Roma.
Da questa edizione i concorrenti si affrontano su 4 giochi (e non su 3, come nell'edizione precedente), determinando di conseguenza una nuova graduatoria per le vincite:
- Primo classificato: 400.000 lire;
- Secondo classificato: 300.000 lire;
- Terzo classificato: 200.000 lire.

Di questi giochi, il quarto ed ultimo resta il famoso "GIOCO DEL CONTENITORE", mentre una delle prove (in genere la seconda proposta durante ogni puntata) assegna un premio unico (p.u.) da 300.000 lire, vinto solamente da chi si aggiudica il gioco in questione. Al termine dei 4 giochi, il vincitore della puntata accede come sempre al gioco finale delle 5 definizioni. Se dovesse però capitare che due o più concorrenti pareggiano con la stessa somma per il primo posto, dal mese di novembre 1984 con l'arrivo del detersivo Soflan come sponsor della trasmissione, non si ricorre più alle domande di spareggio (che tornano poi da gennaio in avanti), ma bensì i concorrenti in gioco devono indovinare (o avvicinarsi il più possibile) il numero complessivo dei puntini posti sulla maglietta all'epoca protagonista dello spot della Soflan; il numero dei puntini non viene mai svelato, in modo tale da poter utilizzare la maglietta anche per ulteriori spareggi.
A partire dal 1º gennaio 1985 e l'arrivo del nuovo sponsor Colussi, le postazioni dei concorrenti assumono il nome di uno dei diversi tipi di biscotti prodotti dalla casa dolciaria: la postazione 1 (quella blu) diventa la postazione delle "Chicchere", la postazione 2 del campione (la rossa) diventa la postazione dei "Trenini", ed infine la postazione 3 (l'azzurra) diventa la postazione del "Gran Turchese". La trasmissione è abbinata ad un concorso a pronostico su chi sarà il vincitore della settimana, con una crocetta da mettere sul biscotto abbinato alla postazione del concorrente vincente.
In aggiunta, sempre abbinato allo sponsor e 5 minuti prima dell'inizio di ogni puntata, Simona Mariani è protagonista in solitaria di un piccolo spazio nel quale telefona ad un fortunato estratto che ha inviato la cartolina-pronostico che ha così la possibilità di vincere un "Gran Turchese d'argento" di 500.000 lire, mentre il martedì il numero di telefono del fortunato estratto viene utilizzato per il gioco NUMERO TELEFONICO - LUNA PARK: la telefonata viene fatta da Raimondo Vianello nel corso della trasmissione, e lo spettatore ha la possibilità di vincere un "Gran Turchese d'oro" da 1.000.000 di lire.
Nella nuova scaletta della trasmissione, le nuove prove sono così presentate:
- Lunedì: Peso di Sandra - Lettera mancante (p.u.) - Juke box - Contenitore;
- Martedì: Numero telefonico - Gioco dell'udito (p.u.) - Vignette - Contenitore;
- Mercoledì: Scenetta storica - Pesca la lettera - Gioco delle valigie (p.u.) - Contenitore;
- Giovedì: Gioco matematico - Gioco del lotto (p.u.) - Parole delle canzoni - Contenitore;
- Venerdì: Gioco degli omini (p.u.) - Parole difficili - Poker - Contenitore.

Queste le regole dei vari giochi:
- Il peso di Sandra: i tre concorrenti devono indovinare quale sia il peso lordo di Sandra Mondaini, e del particolare vestiario che indossa (diverso in ogni puntata), considerando che il peso della Mondaini parte da 52 kg. Il gioco è vinto da chi si avvicina di più per eccesso o per difetto;
- La lettera mancante (p.u.): la signora Mondaini legge un testo di fantasia che è però sprovvisto di una lettera dell'alfabeto, sia essa una consonante o una vocale. I tre concorrenti hanno 2 minuti di tempo a partire dal termine della prima lettura (e continuando ad ascoltare il testo) per indovinare, prenotandosi con il pulsante, quale sia la lettera che non è stata utilizzata;
- Juke box: in questo gioco i tre concorrenti (il primo a giocare è scelto con la casualità, poi si procede in ordine di postazione) devono cantare una parte del testo di una canzone, di cui viene tolto improvvisamente l'audio, cercando di mantenere la metrica e la vocalità fino a quando viene attivato nuovamente l'audio. A giudicare poi la prova del concorrente sono il giudice Liberti (che da un voto da 1 a 10 in base alla precisione del concorrente a rientrare con l'audio della canzone), il maestro Morgavi (che da un voto da 1 al 10 in base all'intonazione), e Sandra Mondaini (che da un voto da 1 al 10 in base all'interpretazione). I tre voti vengono sommati e la somma divisa per 3, in modo tale da ottenere la media. La prova è vinta dal concorrente con la media più alta;
- Gioco matematico: in questo gioco ogni concorrente (si parte in ordine di postazione e uno per volta) ha come scopo quello di arrivare al "numero di arrivo", posto in cima ad un grande tabellone di 20 caselle, che nasconde numeri che vanno dall'1 al 5. Tabellone che viene poi mostrato per 10 secondi. Una volta coperto, Vianello comunica il "numero di partenza", e il concorrente ha a sua disposizione 5 operazioni matematiche (di cui obbligatoriamente una addizione, una sottrazione e una moltiplicazione, mentre le restanti 2 sono libere) per raggiungere il numero di arrivo, comunicando (nel tempo massimo di 10 secondi) l'operazione che intende fare, e schiacciando sulla pulsantiera inserita nella sua postazione il tasto relativo alla casella con il numero che intende giocare. Il gioco è vinto dal concorrente che centra esattamente il "numero di arrivo", o che vi si avvicina maggiormente per eccesso o per difetto;
- Gioco dell'udito (p.u.): i tre concorrenti devono individuare l'età di una persona del pubblico ascoltandone solamente la voce. Il gioco è vinto dal concorrente che indovina esattamente l'età, o da chi si avvicina maggiormente per eccesso o per difetto;
- Gioco delle vignette: è lo stesso dell'edizione precedente, e non ha subito modifiche;
- Scenetta storica: è il "GIOCO DEL GIALLO" proposto sul finire della precedente edizione, con la variante che nel corso della scenetta vengono fatti 3 o 4 errori, e il compito dei tre concorrenti è quello di individuarli (a seconda degli errori da individuare, vengono dati 10 secondi di tempo);
- Pesca la lettera: il concorrente (il primo scelto con la casualità, poi si procede in ordine di postazione) deve pescare 10 lettere da un contenitore, dopodiché ha 40 secondi di tempo per comporre la parola più lunga possibile (con l'unica eccezione dei nomi propri e dei nomi di città) con le lettere a sua disposizione. Vince il gioco il concorrente che utilizza il numero maggiore di lettere;
- Gioco delle valigie (p.u.): inizia il gioco il concorrente della postazione 1, mentre gli altri 2 sono coalizzati. In questa prova, ogni concorrente ha a sua disposizione nelle quinte dello studio 3 valigie di diverso peso: una che pesa 5 kg, una che pesa 15 kg e una che pesa 25 kg. Il concorrente ne sceglie una a suo piacimento e la trasporta (cercando di bluffare e non far capire quale sia il peso effettivo della valigia scelta) presso una bilancia. A questo punto, i due concorrenti coalizzati devono decidere se pesare la valigia oppure no, procedendo in questo caso con un'altra valigia; se anche con la seconda valigia decidono di non farla pesare, il concorrente ha l'obbligo di pesare la terza ed ultima valigia. Il gioco prosegue in questo modo anche per gli altri due concorrenti. Vince il gioco il concorrente che riesce a far pesare la valigia più pesante rispetto ai suoi avversari;
- Numero telefonico - luna park: questo gioco è diviso in due parti: nella prima parte, i tre concorrenti devono individuare le 7 cifre che compongono un numero telefonico, ascoltando il numero di scatti che effettua il disco telefonico (veniva utilizzato per questo gioco il vecchio telefono a disco). Per ogni numero individuato ogni concorrente si aggiudica 1 punto e in più, a seconda dei numeri individuati, ha egual tentativi di lanciare delle palle verso delle sagome da abbattere, sagome che ritraggono i vari protagonisti della trasmissione: nella fila posteriore le sagome di sandra Mondaini, del maestro Morgavi e di Simona Mariani (che valgono 2 punti), nella fila anteriore il conduttore Vianello (che vale 3 punti), la regista Laura Basile, il giudice Liberti (che valgono 1 punto), e l'operatore elettronico Giorgio Lo Noce (che vale 2 punti);
- Gioco della cinquina (p.u.): ogni concorrente ha a sua disposizione una serie di cinque numeri, complessivamente compresi tra l'1 e il 15, che però non conosce. Partendo dalla postazione 1 (e proseguendo in ordine di postazione), Simona Mariani chiama i vari numeri e il concorrente di turno può decidere se tenerlo, segnandolo quindi sulla sua postazione, o cederlo ad un suo avversario, specificando chi. Al termine della chiamata dei 15 numeri, il concorrente che realizza il punteggio più alto (ambo, terno, quaterna o cinquina) è il vincitore;
- Parole delle canzoni: è lo stesso dell'edizione precedente, con l'unica variante che le cartelle hanno tre colori diversi: rosso, azzurro e verde;
- Gioco degli omini (p.u.): è lo stesso dell'edizione precedente, salvo qualche variante: anzitutto viene inserito un terzo colore tra le giubbe dei vari omini: rosso, bianco e blu. Rispetto poi all'edizione precedente, in questa edizione il gioco degli omini (pur determinando una graduatoria) viene abbinato al premio unico da 300.000 lire, vinto dal concorrente che per primo ricorda la sequenza dei 20 omini (ogni concorrente ha 3 possibilità di dire la sua sequenza, il primo scelto attraverso la casualità). Se nessuno dovesse ricordare l'intera sequenza, il premio unico è vinto dal concorrente che ne ha ricordati il numero maggiore;
- Parole difficili: è lo stesso dell'edizione precedente, e non subisce particolari modifiche;
- Gioco del poker: i tre concorrenti hanno a loro disposizione un mazzo con le 52 carte da gioco francesi e un tabellone di 20 caselle. Un altro mazzo è nelle mani di Simona Mariani che, dall'apposita postazione, ne chiama per l'appunto 20, una alla volta. Man mano che vengono chiamate le carte, i concorrenti devono sistemarle sul loro tabellone in una delle 20 caselle, con l'unica regola che la carta appena estratta deve toccare (per spigolo o di fianco) una delle carte precedentemente estratte, e che al termine della chiamata delle 20 carte vince il concorrente che realizza il punteggio più alto tra quelli consentiti (in senso orizzontale o verticale sul suo tabellone), cioè: la "Coppia", la "Doppia Coppia", il "Tris", il "Full" o il "Poker".

### Modifiche
Nel corso della stagione sono stati inseriti due nuovi giochi in sostituzione di altrettanti: il primo è il gioco dell'olfatto, ovvero una variante del classico gioco del "Contenitore" inserito a partire da martedì 5 marzo 1985 e disputato solo nella puntata del martedì. I concorrenti hanno davanti a loro 3 bottiglie contenenti una particolare essenza, che deve essere individuata solo attraverso l'olfatto; le regole sono quelle base del gioco del contenitore, cioè 20 secondi di tempo per individuare l'essenza, 2 punti in caso di risposta esatta e 1 punto agli avversari in caso di risposta errata.
Questo gioco, disputato in 3 manches, dura fino alla puntata di martedì 16 aprile 1985, perché dal successivo 23 aprile arriva un nuovo gioco, il gioco del perché: il concorrente (uno alla volta e in ordine di postazione) sceglie una tra 3 buste: Vianello, al centro dello studio accanto ad un grande orologio, legge la domanda e fa partire il tempo: scopo del gioco è di dire, nel minor tempo possibile, un "perché si dice", ovvero scoprire l'etimologia o il fatto storico che è all'origine di un modo di dire.
Il gioco è vinto dal concorrente che impiega meno tempo, considerato che nei primi 15 secondi, un concorrente può tentare di indovinare la risposta; successivamente Vianello legge un piccolo testo che spiega il "perché si dice" fermandosi su alcune parole di cui dice solo le iniziali. Questo gioco prende il posto nella scaletta del martedì del "Gioco delle vignette", che passa nella puntata del venerdì decretando l'abolizione del "GIOCO DEL POKER".

### Il gioco del sabato
Il gioco del sabato è, come sempre, quello che decreta il vincitore della settimana che vince i gettoni d'oro accumulati e il diritto a tornare la settimana successiva (un campione può restare in carica sempre per un massimo di quattro settimane). Nonostante sia rimasto pressoché lo stesso della precedente edizione, il meccanismo della puntata finale subisce qualche modifica: anzitutto i concorrenti, durante le gare settimanali, non conquistano più le "carte" bensì conquistano delle "fiche" dal valore di 100.000 lire l'una (sempre 2 per il vincitore della puntata e 1 per il secondo classificato) da utilizzarsi esclusivamente per il gioco dell'asta: con l'arrivo dei due sponsor (Soflan nel mese di novembre, e la Colussi nel mese di gennaio), le fiche diventano "gettoni" che riportano il nome dello sponsor, ma il loro utilizzo è inalterato.
Il primo gioco è sempre quello della "PROVA D'APPELLO", invariato, mentre ci sono delle novità per il gioco dell'"ASTA": l'ossatura del gioco è inalterata, sono cambiate invece le domande, che non riguardavano più fatti, eventi e personaggi riconducibili a Canale 5, Italia 1 e Rete 4 (da poco acquistata dal gruppo Fininvest):
- Per le prime 2 domande bisogna indovinare chi sia il personaggio misterioso di cui i concorrenti vedono il corpo, mentre la testa è sostituita con quella di Raimondo Vianello o di Sandra Mondaini;
- La terza domanda è invece una domanda secca di carattere prettamente sportivo;
- La quarta domanda, definita dalla Mondaini "tiritera", vede i coniugi Vianello cantare due volte un testo che comprendeva una ventina di nomi di personaggi famosi, sostituendone però uno, nella seconda cantata. Compito dei concorrenti è individuare quest'ultimo personaggio;
- Il secondo blocco di 8 domande, riguarda una "scenetta" tratta dalle precedenti trasmissioni dei coniugi Vianello per Canale 5, ovvero Attenti a noi due e Attenti a noi due 2: le prime 4 domande sono di osservazione, riguardano cioè la scenetta stessa (personaggi, battute, abiti indossati, etc), mentre le successive 4 domande invece sono domande di cultura generale che prendono spunto dall'ambientazione della scenetta o proprio da alcune parole del dialogo della stessa, prese a pretesto come argomento.

Invariato infine il gioco finale delle "CASSEFORTI", cui accedono i due concorrenti con il maggior numero di punti nel gioco dell'asta.
In questa edizione il programma si aggiudicò il Telegatto come Trasmissione televisiva dell'anno a pari merito con Pronto, Raffaella?.

## Terza edizione (1985-86)

### Giochi e regole
Lunedì 7 ottobre 1985 parte la terza edizione che, salvo alcuni cambiamenti nel cast e nei giochi, rimase sostanzialmente inalterata rispetto alla precedente. 
Per quel che concerne il cast, Sandra Mondaini non limita più la sua partecipazione ai soli lunedì e sabato, ma è presente in tutte le puntate; lo storico operatore elettronico Giorgio Lo Noce viene chiamato alle armi e sostituito dal nuovo operatore elettronico Giuseppe Mennella; nuova è anche la valletta: Simona Mariani lasciò al termine della seconda edizione (si dice per dissapori con Sandra Mondaini, dovuti ad un eccesso di gelosia professionale della seconda) ed è sostituita da Elena Mattolini; nuovo è anche il regista: Luigi Ciorciolini (già collaboratore della trasmissione) prende il posto di Laura Basile, passata alla regia del Maurizio Costanzo Show.
Per quel che concerne il regolamento di gioco, l'ossatura rimane la stessa dell'edizione precedente, con 4 giochi per puntata (di cui uno abbinato al premio unico di 300.000 lire) e, per il vincitore della puntata, il solito gioco delle 5 definizioni. Arrivano dei nuovi giochi e altri storici vennero modificati. Questa la nuova scaletta settimanale della trasmissione:
- Lunedì: Le colonnine - Il gioco del mestiere (p.u.) - Pesca la lettera - I contenitori
- Martedì: Numero telefonico luna park - Gioco dell'udito (p.u.) - Parole delle canzoni - I contenitori
- Mercoledì: Battaglia spaziale - Gioco del perché (p.u.) - Le vignette - I contenitori
- Giovedì: Gli omini - Identiquiz (p.u.) - Parole difficili - I contenitori
- Venerdì: Gioco del lotto (p.u.) - Titoli di film - Juke box - I contenitori

Questi i regolamenti dei vari giochi:
- Le colonnine: per questo gioco, i concorrenti si sistemano davanti alle loro postazioni e, con il fine di potersi prenotare e rispondere alla domanda posta dalla signora Mondaini, devono correre verso una piccola colonnina posta di fronte alla loro postazione, girarle attorno e tornare indietro per prenotarsi. Chi risponde correttamente alla domanda conquista 2 punti, in caso di risposta errata 1 punto agli avversari.

Il gioco delle colonnine si compone di 4 manches, ognuna con una domanda diversa:

. nella prima manche, i concorrenti devono dire quale sia la parola letta però al contrario;

. per la seconda, i concorrenti devono risolvere una piccola operazione matematica;

. per la terza, devono individuare una determinata uscita di un determinato tratto autostradale italiano;

. per la quarta e ultima, un conteggio relativo ad un determinato giorno della settimana;
- Gioco del mestiere (gioco a premio unico): il protagonista di questo gioco è una persona del pubblico celata dietro un telo e di cui i concorrenti vedono solo la silhouette. A questa persona, la signora Mondaini pone delle domande sul suo mestiere: compito dei concorrenti, che giocano al pulsante, è di indovinare appunto il mestiere
- Pesca la lettera: è lo stesso dell'edizione precedente e non subisce modifiche;
- Numero telefonico - luna park: è lo stesso dell'edizione precedente e non subisce modifiche, vengono solo cambiate le sagome della Basile con quella di Ciorciolini (che continua a valere 1 punto) e della Mariani con quella della Mattolini (che continua a valere 2 punti). L'unica sagoma a cambiare di valore è quella di Vianello, che non vale più 3 punti, ma 2;
- Gioco dell'udito (gioco a premio unico): è lo stesso dell'edizione precedente e non subisce modifiche;
- Parole delle canzoni: è lo stesso delle edizioni precedenti e non subisce modifiche;
- Battaglia spaziale: una rivisitazione della classica battaglia navale. I concorrenti si affrontano su un tabellone di 8x6 caselle, divise dalla A alla H per il senso orizzontale e dall'1 al 6 per il verticale. Sotto queste 48 caselle si nascondono 3 aerei (ovvero 3 caselle dello stesso colore a formare un cuneo, uno per concorrente) e un satellite (ovvero una casella di colore giallo).

Il primo concorrente a giocare è scelto con la casualità, e deve chiamare una lettera ed un numero, a seconda della casella che vuole scoprire. Possono succedere diverse cose:

. può scoprire una casella bianca, chiamata ARIA: in questo caso non succede nulla e cede il turno al concorrente della postazione successiva;

. può colpire l'aereo di uno dei suoi avversari: in questo caso conquista 2 punti e può chiamare un'altra casella (fermo restando che un concorrente può scoprire un massimo di 2 caselle per volta);

. può abbattere l'aereo di uno dei suoi avversari: in questo caso conquista 3 punti e può chiamare un'altra casella;

. può colpire se stesso: in questo caso cede 1 punto agli avversari;

. può abbattere il satellite: in questo caso conquista 4 punti e può chiamare un'altra casella;

Successivamente, il punteggio è stato poi modificato: fermo restando le caselle ARIA e il SATELLITE che continua ad assegnare 4 punti, cambiano i punteggi per chi colpisce gli aerei: chi colpisce un aereo avversario per la prima volta conquista 1 punto, 2 punti se lo colpisce una seconda volta, 3 punti se lo abbatte, viceversa cede egual punti agli avversari se un concorrente dovesse colpire se stesso una prima volta, una seconda volta o abbattersi

Il gioco si conclude una volta abbattuti i 3 aerei e il satellite.
- Gioco del perché (gioco a premio unico): è lo stesso dell'edizione precedente, con qualche variante: anzitutto i concorrenti, che giocano sempre uno alla volta, rispondono tutti alla stessa domanda e quindi vince chi impiega meno tempo; a differenza poi dell'edizione precedente, il concorrente può dire subito di non sapere la risposta: in questo caso Vianello comincia a leggere subito la spiegazione e non dopo i 15 secondi; infine il gioco del perché, pur determinando una graduatoria, viene abbinato al premio unico da 300.000 lire vinto da chi dà la spiegazione nel minor tempo.
- Le vignette: è lo stesso delle edizioni precedenti e non subisce modifiche;
- Gli omini: è lo stesso delle edizioni precedenti con la differenza che, in questa edizione, il gioco degli omini non assegna più il premio unico da 300.000 lire;
- Identiquiz: (gioco a premio unico): i concorrenti hanno a loro disposizione per questo gioco 3 cornici e delle sagome con disegnate le varie parti del volto (capelli, fronte, occhi, naso, mento, bocca, etc). Appena Vianello cita il nome del personaggio famoso, i concorrenti hanno 2 minuti di tempo per cercare, utilizzando le sagome, di ricomporre il viso del personaggio quanto più somigliante possibile alla realtà. Vince il gioco e di conseguenza il premio unico il concorrente che, a detta degli autori, si è avvicinato più verosimilmente alla ricomposizione del viso del personaggio, ma attenzione: i concorrenti sono comunque obbligati a terminare il personaggio nel tempo stabilito, pena una penalizzazione di 100.000 lire;
- Parole difficili: è lo stesso delle edizioni precedenti e non subisce modifiche;
- Gioco del lotto (gioco a premio unico): è lo stesso dell'edizione precedente e non subisce modifiche;
- Titoli di film: in questo gioco i concorrenti (uno alla volta e in ordine di postazione) hanno come scopo quello di ricomporre i titoli di 6 film famosi, titoli che sono stati spezzati e sistemati su 12 tavolette. Appena scelto con quale gruppo di titoli il concorrente vuole giocare (tra i 3 gruppi a disposizione), Vianello e la Mattolini sistemano le tavolette sul tabellone di gioco e il concorrente ha 1 minuto di tempo per rimettere in ordine i titoli di film: per ogni titolo ricomposto correttamente 1 punto ma attenzione: al termine del minuto di tempo i concorrenti devono OBBLIGATORIAMENTE tenere le 12 tavolette sul tabellone (anche se sanno che sono sbagliate) pena la non classificazione nella graduatoria e quindi l'accesso al premio in denaro;
- Juke box: è lo stesso dell'edizione precedente e non subisce modifiche.

### Modifiche
Nel corso della 29ª settimana di trasmissione, vengono modificate le scalette del mercoledì e del giovedì: dalla scaletta del mercoledì, a partire dal 23 aprile 1986 viene eliminato il Gioco del perché e sostituito dall'Identiquiz, che viene spostato dal giovedì al mercoledì, mantenendo il premio unico da 300.000 lire;

al giovedì, a partire dal 24 aprile 1986 viene inserito il Gioco dell'articolo, già proposto nel corso della prima edizione, mentre il Gioco degli omini, che fino ad allora era il gioco di apertura della puntata, diventa il secondo gioco disputato e abbinato, così come accadeva nella seconda edizione, al premio unico di 300.000 lire.

Queste le nuove scalette:
- Mercoledì: Battaglia spaziale - Identiquiz (p.u.) - Le vignette - I contenitori
- Giovedì: Gioco dell'articolo - Gli omini (p.u.) - Parole difficili - I contenitori

### Il gioco del sabato
Così come avvenuto nell'edizione precedente, i concorrenti continuano a conquistare i gettoni al termine delle puntate quotidiane (sempre 2 per il vincitore e 1 per chi arriva al secondo posto) e, così come avvenuto nell'edizione precedente, il gioco subisce delle piccole modifiche per quel che concerne le domande poste, ma non nell'ossatura. Il primo gioco cambia solo il titolo: "La prova d'appello" diventa ora La via del successo, ma il suo meccanismo è inalterato.
Cambiano le prime 4 domande all'asta:
- il primo gioco è L'intruso: vengono lette 5 parole, di cui una non ha a che fare con le altre; bisogna dire quale sia la parola intrusa;
- il secondo gioco è il Personaggio camuffato: bisogna dire il nome del personaggio opportunamente modificato;
- il terzo gioco è il gioco della città: vengono letti 5 indizi; i concorrenti devono individuare quale sia la città cui gli indizi si riferiscono;
- sulla falsariga della tiritera dell'anno precedente, è confermato il gioco musicale, che vede quest'anno il maestro Morgavi e Sandra Mondaini cantare un testo sulle note di un celeberrimo jingle pubblicitario. Compito dei concorrenti è individuare il prodotto che usa quel jingle nei suoi spot.
- Il secondo blocco di 8 domande all'asta continua a basarsi su una scenetta: a differenza però della stagione precedente, la scenetta non è più tratta dalla sterminata carriera dei coniugi Vianello, ma si svolge dal vivo in studio in un set semovente: anche per questa edizione, le prime 4 domande sono di osservazione (personaggi, battute, abiti indossati, etc), le successive 4 domande sono di cultura generale riguardanti l'argomento della scenetta o l'ambientazione della stessa.

Invariato infine il gioco finale delle casseforti, cui accedono i 2 concorrenti che hanno ottenuto il numero maggiore di punti nel gioco dell'asta.